# Edvard Kruse
Johan Magnus Edvard Kruse (* 23. August 1900 in Niaqornat; † 20. Mai 1968) war ein grönländischer Landesrat, Katechet, Dichter, Künstler und Journalist.

## Leben
Edvard Kruse war der Sohn des Jägers Hans Ludvig Salomon Karl Kruse und seiner Frau Anike Louise Bolette Marie Jeremiassen. Sein älterer Bruder war der Landesrat Tobias Kruse (1898–?). Eine Schwester war mit dem Landesrat Johan Lange (1909–?) verheiratet.
Edvard besuchte Grønlands Seminarium und wurde anschließend Oberkatechet. Von 1927 bis 1932 saß er erstmals in Grønlands Landsråd. Von 1939 bis 1944 war er ein weiteres Mal gewählt, wobei nur drei Sitzungen stattfanden und schließlich saß er von 1955 bis 1958 ein letztes Mal im Landesrat, bevor er sich während der laufenden Legislaturperiode aus Altersgründen zurückzog.
Er schrieb eine Lied über das Schiff Ũmánaĸ, zeichnete Briefmarken und fertigte weitere Zeichnungen an. Nach seinem Rückzug aus der Politik schrieb er noch viele Jahre in der Atuagagdliutit als Korrespondent aus Uummannaq.
Der Künstler Karl Kruse (1938–1999) war sein Sohn. Die Schule in Uummannaq, die Edvard Krusep Atuarfia ist nach ihm benannt.